# Zielimchan Chizrijew
Zielimchan Rusłanowicz Chizrijew (ros. Зелимхан Русланович Хизриев; ur. 12 września 1995) – rosyjski zapaśnik startujący w stylu wolnym. Zajął siódme miejsce na mistrzostwach świata w 2021. 
Siódmy na mistrzostwach Europy w 2025. Pierwszy w Pucharze Świata w 2019. Trzeci na ME juniorów w 2015. Brązowy medalista mistrzostw Rosji w 2019 roku.